# Мандрівка на захід: Нові пригоди Лакі Люка
«Мандрівка на захід: Нові пригоди Лакі Люка» (фр. Tous à l'Ouest: Une Aventure de Lucky Luke) — французький анімаційний фільм студії Xilam про персонажа коміксів Морріса та Рене Ґосінні — ковбоя Лакі Люка. Режисер і сценарист — Олівер Жан-Марі. 
Прем'єра відбулась 5 грудня 2007 року у Франції.

## Синопсис
Нью-Йорк, 1880-ті. Братам-злочинцям Далтонам вкотре вдається втекти із залу суду. Вони знову починають грабувати банки. Врешті решт, сміливому шерифу Лакі Люку вдається затримати грабіжників, але одному з братів вдається приховати награбоване у фургончику, який вирушає до Каліфорнії...